# Motor Cléon-Alu
El motor Cléon-Alu, también conocido bajo el código de "motor A" o "bloque A" (A por aluminio), es un motor de combustión interna de automoción de cuatro tiempos alimentado con gasolina, que cuenta con cuatro cilindros en línea con encamisado y bloque de aluminio. Refrigerado por agua, disponía de cigüeñal con cinco puntos de apoyo con cojinetes, un árbol de levas lateral (con varillas de empuje y balancines) controlado por una cadena de distribución, y de una culata de aluminio de ocho válvulas en cabeza.
Desarrollado y producido por Renault desde la década de 1960, hizo su aparición en el Renault 16. No contaba con catalizador, por lo que de acuerdo con la normativa anticontaminación está catalogado como Euro 0.

## Historia
El "motor Cléon-Alu" apareció en el Renault 16 del año 1966. Equipó después a los modelos R12, R15/R17, R18, Fuego, R20, Alpine A110 Alpine A310 y al Lotus Europa. Este bloque también equipó al R17 y al R12 Gordini, así como también al R18 Turbo.
Se dejó de producir con la llegada del Renault 21, siendo sustituido por el "Motor F" presentado en el Renault 9 y en el Renault 11.

## Versiones

### A1K
El A1K tiene una cilindrada de 1470 cm³, con un diámetro de 76 mm (2,99 pulgadas) y una carrera de 81 mm (3,19 pulgadas).
| Código interno | Relación de compresión | Potencia máxima                  | Par motor         | Alimentación                | Usos                     |
| -------------- | ---------------------- | -------------------------------- | ----------------- | --------------------------- | ------------------------ |
| 697            | 8.6:1                  | 55 CV (40 kilovatios) @ 5000 rpm | 104 Nm @ 2800 rpm | Carburación                 | Renault 16               |
|                | 10.25:1                | 85 CV (63 kilovatios) @ 5750 rpm | 118 Nm @ 3000 rpm | Carburación de doble cuerpo | Lotus Europa Alpine A110 |

### AxL (1565 cm³)
El AxL de 1565 cm³ de cilindrada tiene un diámetro de 77 mm (3,03 pulgadas) y una carrera de 84 mm (3,31 pulgadas).
| Versión | Código interno | Relación de compresión | Potencia máxima                   | Par motor         | Alimentación                            | Usos                   |
| ------- | -------------- | ---------------------- | --------------------------------- | ----------------- | --------------------------------------- | ---------------------- |
| A2L     | 851-02         | 8.6:1                  | 62 CV (46 kilovatios) @ 5200 rpm  | 112 Nm @ 2500 rpm | Carburación                             | Renault 16             |
| A2L     | 807            | 8.6:1                  | 83 CV (61 kilovatios) @ 5750 rpm  | 123 Nm @ 3500 rpm | Carburación de doble cuerpo             | Renault 16 Alpine A110 |
| A2L     | 807            | 8.6:1                  | 80 CV (59 kilovatios) @ 6000 rpm  | 107 Nm @ 4000 rpm | Carburación de doble cuerpo             | Lotus Europa S2        |
| A2L     | 821            | 8.6:1                  | 65 CV (48 kilovatios) @ 5000 rpm  | 114 Nm @ 3000 rpm | Carburación de doble cuerpo             | Renault 16             |
| A2L     | 807-10         | 9.25:1                 | 90 CV (66 kilovatios) @ 5800 rpm  | 122 Nm @ 3000 rpm | Carburación de doble cuerpo             | Renault 15 Renault 17  |
| A2L     | 807-20         | 10.25:1                | 113 CV (83 kilovatios) @ 6250 rpm | 147 Nm @ 4500 rpm | Doble carburación de doble cuerpo       | Renault 12 Gordini     |
| A3L     | 807-12         | 10.25:1                | 108 CV (79 kilovatios) @ 6250 rpm | 134 Nm @ 5500 rpm | Inyección electrónica Bosch             | Renault 17             |
| A5L     | 807            | 8.6:1                  | 110 CV (81 kilovatios) @ 5000 rpm | 181 Nm @ 2250 rpm | Carburación, turbo Garrett, intercooler | Renault 18 Turbo       |
| A5L     | 807            | 8.6:1                  | 125 CV (92 kilovatios) @ 5500 rpm | 181 Nm @ 2250 rpm | Carburación, turbo Garrett, intercooler | Renault 18 Turbo       |
| A5L     | 807            | 8.0:1                  | 134 CV (99 kilovatios) @ 5500 rpm | 199 Nm @ 3000 rpm | Carburación, turbo Garrett, intercooler | Renault Fuego Turbo    |

### AxL (1596 cm³)
El A2L, con 1596 cm³ de cilindrada, tiene un diámetro de 77,8 mm (3,06 pulgadas) y una carrera de 84 mm (3,31 pulgadas).
| Código interno | Relación de compresión | Potencia máxima                    | Par motor         | Alimentación                      | Usos                     |
| -------------- | ---------------------- | ---------------------------------- | ----------------- | --------------------------------- | ------------------------ |
| 807-G          | 11.5:1                 | 160 CV (118 kilovatios) @ 7200 rpm | 167 Nm @ 6000 rpm | Doble carburación de doble cuerpo | Renault 12 Gordini Coupé |

### AxL (1605 cm³)
El AxL de cilindrada 1605 cm³ tiene un diámetro de 78 mm (3,07 pulgadas) y una carrera de 84 mm (3,31 pulgadas).
| Versión | Código interno | Relación de compresión | Potencia máxima                   | Par motor         | Alimentación                      | Usos                      |
| ------- | -------------- | ---------------------- | --------------------------------- | ----------------- | --------------------------------- | ------------------------- |
| A2L     |                | 10.2:1                 | 129 CV (95 kilovatios) @ 6250 rpm | 146 Nm @ 5000 rpm | Doble carburación de doble cuerpo | Renault A110 Renault A310 |
| A3L     | 844-12         | 10.25:1                | 108 CV (79 kilovatios) @ 6000 rpm | 136 Nm @ 5500 rpm | Inyección electrónica Bosch       | Renault 17 Gordini        |
| A3L     | 844-12         | 10.25:1                | 124 CV (91 kilovatios) @ 6200 rpm | 145 Nm @ 4750 rpm | Inyección electrónica Bosch       | Alpine A110 Alpine A310   |

### AxM
El AxM tiene una cilindrada de 1647 cm³, con un diámetro de 79 mm (3,11 pulgadas) y una carrera de 84 mm (3,31 pulgadas).
| Versión | Código interno | Relación de compresión | Potencia máxima                  | Par motor         | Alimentación                | Usos                                 |
| ------- | -------------- | ---------------------- | -------------------------------- | ----------------- | --------------------------- | ------------------------------------ |
| A2M     | 843            | 9.25:1                 | 74 CV (54 kilovatios) @ 5500 rpm | 130 Nm @ 3000 rpm | Carburación                 | Renault 18                           |
| A2M     | 843            | 9.3:1                  | 80 CV (59 kilovatios) @ 5500 rpm | 122 Nm @ 3000 rpm | Carburación                 | Renault 18                           |
| A2M     | 843            | 9.3:1                  | 90 CV (66 kilovatios) @ 6000 rpm | 134 Nm @ 3500 rpm | Carburación de doble cuerpo | Renault 16 Renault 20                |
| A2M     | 843            | 9.25:1                 | 93 CV (68 kilovatios) @ 6000 rpm | 129 Nm @ 4000 rpm | Carburación de doble cuerpo | Renault 16 Renault Fuego Alpine A110 |
| A6M     | 843            | 9.25:1                 | 96 CV (71 kilovatios) @ 5750 rpm | 133 Nm @ 3500 rpm | Carburación de doble cuerpo | Renault 18 Renault 20                |
| A6M     | 843            | 9.25:1                 | 98 CV (72 kilovatios) @ 5750 rpm | 133 Nm @ 3500 rpm | Carburación de doble cuerpo | Renault 17 Alpine A310               |
| A3M     | 841            | 8.6:1                  | 66 CV (49 kilovatios) @ 5500 rpm | 111 Nm @ 3000 rpm | Carburación                 | Renault 16 Renault Traffic           |

## Diferentes cilindradas
Según el manual para el taller de Renault del "Motor A" (edición francesa).
| Tipos de motor | 697                   | 807                   | 1600GS                  | 844                   | 843                   |
| -------------- | --------------------- | --------------------- | ----------------------- | --------------------- | --------------------- |
| Cilindrada     | 1470 cm3              | 1565 cm3              | 1596 cm3                | 1605 cm3              | 1647 cm3              |
| Diámetro       | 76 mm (2,99 pulgadas) | 77 mm (3,03 pulgadas) | 77,8 mm (3,06 pulgadas) | 78 mm (3,07 pulgadas) | 79 mm (3,11 pulgadas) |
| Carrera        | 81 mm (3,19 pulgadas) | 84 mm (3,31 pulgadas) | 84 mm (3,31 pulgadas)   | 84 mm (3,31 pulgadas) | 84 mm (3,31 pulgadas) |